# Гарвардська медична школа
42°20′13″ пн. ш. 71°06′14″ зх. д. / 42.336944444444° пн. ш. 71.103888888889° зх. д.
Гарвардська медична школа (HMS) — медична школа Гарвардського університету, розташована в медичній зоні Лонгвуд у Бостоні, штат Массачусетс. Заснована в 1782 році, HMS є однією з найстаріших медичних шкіл у Сполучених Штатах і забезпечує догляд за пацієнтами, медичну освіту та наукову підготовку через свої 15 клінічних філій та науково-дослідних інститутів, включаючи Массачусетську загальну лікарню (MGH), Бостонську дитячу лікарню. Лікарня, Інститут раку Дани-Фарбера, Жіноча лікарня Брігама, Медичний центр Бет Ізраїль Діаконіс, лікарня Маунт Оберн, лікарня Маклін, Cambridge Health Alliance, The Baker Center for Children and Families, Spaulding Rehabilitation Hospital та інші 
Гарвардська медична школа також співпрацює з новими організаціями, такими як Harvard Catalyst, Broad Institute of MIT і Harvard, Гарвардський інститут стовбурових клітин, Центр первинної медичної допомоги та Wyss Institute for Biologically Inspired Engineering .